# Logis de Ménil-Froger
Le Logis de Ménil-Froger est un édifice situé à Ménil-Froger, en France.

## Localisation
Le monument est situé dans le département français de l'Orne, à 400 m à l'ouest du petit bourg de Ménil-Froger.

## Architecture
Le logis est inscrit au titre des Monuments historiques depuis le 9 juin 2000. Son état de conservation est jugé « menacé ».